# Kubutambahan (plaats)
Kubutambahan is een bestuurslaag in het regentschap Buleleng van de provincie Bali, Indonesië. Kubutambahan telt 10.919 inwoners (volkstelling 2010).